# Stigmatomeria obscura
Stigmatomeria obscura är en tvåvingeart som först beskrevs av Johannes Winnertz 1863.  Stigmatomeria obscura ingår i släktet Stigmatomeria, och familjen svampmyggor. Arten är reproducerande i Sverige.